# ГЕС Tiefencastel Ost
ГЕС Tiefencastel Ost — гідроелектростанція на сході Швейцарії. Становить нижній ступінь у гідровузлі Міттельбюнден, який працює на основі ресурсів річки Юлія (дренує західний схил хребта Альбульські Альпи та східний схил хребта Оберхальбштайн).
Подача ресурсу для роботи станції здійснюється із нижнього балансуючого резервуару ГЕС Тінізонг через дериваційний тунель довжиною 9,2 км, який забезпечує напір у 376 метрів. Машинний зал розташований в долині Альбули (права притока Хінтеррайну) невдовзі після впадіння у неї Юлії. Він обладнаний двома турбінами типу Френсіс потужністю по 26 МВт, які виробляють в середньому 167 млн кВт·год на рік. Відпрацьована вода відводиться в Альбулу.
Можливо відзначити, що поряд знаходяться ГЕС Tiefencastel West (належить до тієї ж групи гідроелектростанцій, проте живиться з окремого сховища у нижній частині Юлії) та ГЕС Tiefencastel (нижній ступінь гідровузла на верхній Альбулі, куди надходить вода з ГЕС Філісур).